# Piedicorte-di-Gaggio
Piedicorte-di-Gaggio (en cors Pedicorti di Gaghju) és un municipi francès, situat a la regió de Còrsega, al departament d'Alta Còrsega. L'any 1999 tenia 127 habitants.

## Demografia
| 1962 | 1968 | 1975 | 1982 | 1990 | 1999 |
| ---- | ---- | ---- | ---- | ---- | ---- |
| 184  | 194  | 182  | 135  | 129  | 127  |

## Administració
| Període | Identitat          | Partit | Qualitat |  |
| ------- | ------------------ | ------ | -------- |  |
| 2008-   | François Corazzini |        |          |  |